# كأس الجزائر 1998–99
كأس الجزائر 1998–99 هو موسم من كأس الجزائر. أشرف على تنظيمه الإتحاد الجزائري لكرة القدم، وكان عدد الأندية المشاركة فيه 64، وفاز فيه اتحاد الجزائر.